# أوهايو الجميلة (فلم)
أوهايو الجميلة هو فيلم مراهقين أمريكي، من نوعية الأفلام الدرامية والكوميدية السوداء، تدور أحداثه في السبعينيات، أُنتج عام 2006، من إخراج تشاد لوي، ومن بطولة ويليام هورت، وميشيل تراشتنبرغ، وجوليانا مارغوليس. الفيلم مبني على القصة القصيرة "Batorsag and Szerelem" لإيثان كانين، عُرض في معهد السينما الأمريكية وعرض في مهرجان ساراسوتا السينمائي لعام 2007.

## طاقم التمثيل
- ويليام هورت بدور سيمون ميسيرمان
- جوليانا مارغوليس بدور السيدة. كوبانو
- ميشيل تراشتنبرغ بدور ساندرا
- بريت دافرن بدور ويليام
- ديفيد كول مثل كلايف
- ريتا ويلسون بدور جوديث ميسيرمان
- جيريمي وايت بدور يونغ كلايف

## روابط خارجية
- مقالات تستعمل روابط فنية بلا صلة مع ويكي بيانات